# 포빌라스 바나가스
포빌라스 바나가스(리투아니아어: Povilas Vanagas, 1970년 7월 23일 ~ )는 리투아니아의 피겨 스케이팅 아이스 댄싱 선수로 파트너 마르가리타 드로비아즈코와 함께 2000년 세계 선수권 대회에서 동메달을 땄다.
바나가스는 3세때 스케이트를 배우기 시작했다. 그의 어머니 릴리야 바나기에네는 리투아니아의 국가 스케이팅 코치였다. 바나가스는 군인이되거나 스케이트를 타는 것을 선택할 수 있게되면서 아이스 댄싱 선수가 되기로 결정했다.
타티야나 타라소바는 모스크바에서 러시아의 아이스 댄서 마르가리타 드로비아즈코와 바나가스를 팀으로 만들었다. 소비에트 연방이 붕괴된후 그들은 리투아니아를 대표하기로 결정했다. 그들은 리투아니아의 카우나스로 이주하여 엘레나 마슬레니코바와 함께 훈련을 시작했다. 1995년에는 영국에서 베티 캘러웨이, 제이니 토빌, 크리스토퍼 딘과 함께 일하기 시작했다.
1999년에 드로비아즈코와 바나가스는 모스크바의 엘레나 차이코프스카이아와 시간을 보내기 시작하면서 카우나스의 마슬레니코바와 계속 일했다. 그들은 릴리야 바나기에네와 아나톨리 페투호프의 지도를 받았다. 드로비아즈코와 바나가스는 2001-2002 올림픽 시즌 이후 현역에서 은퇴했지만, 2005년에 5번째 올림픽에 촐전하기 위해 복귀했다. 2005-2006 시즌을 준비하기 위해 그들은 미국, 독일, 러시아 및 리투아니아에서 마슬레이코바, 로스티슬라프 시니친, 이고르 슈필반드, 마리나 주에바, 긴타라스 스비스투나비치우스 및 다비드 리우와 함께 일했다.
드로비아즈코와 바나가스는 5번의 올림픽에서 첫번째이자 유일한 피겨스케이팅 선수가 되었다. 2006년 세계 선수권 대회 이후 은퇴했다.